# Epoca (magazine italien)
Ne doit pas être confondu avec Época (magazine brésilien).
Pour les articles homonymes, voir Epoca.

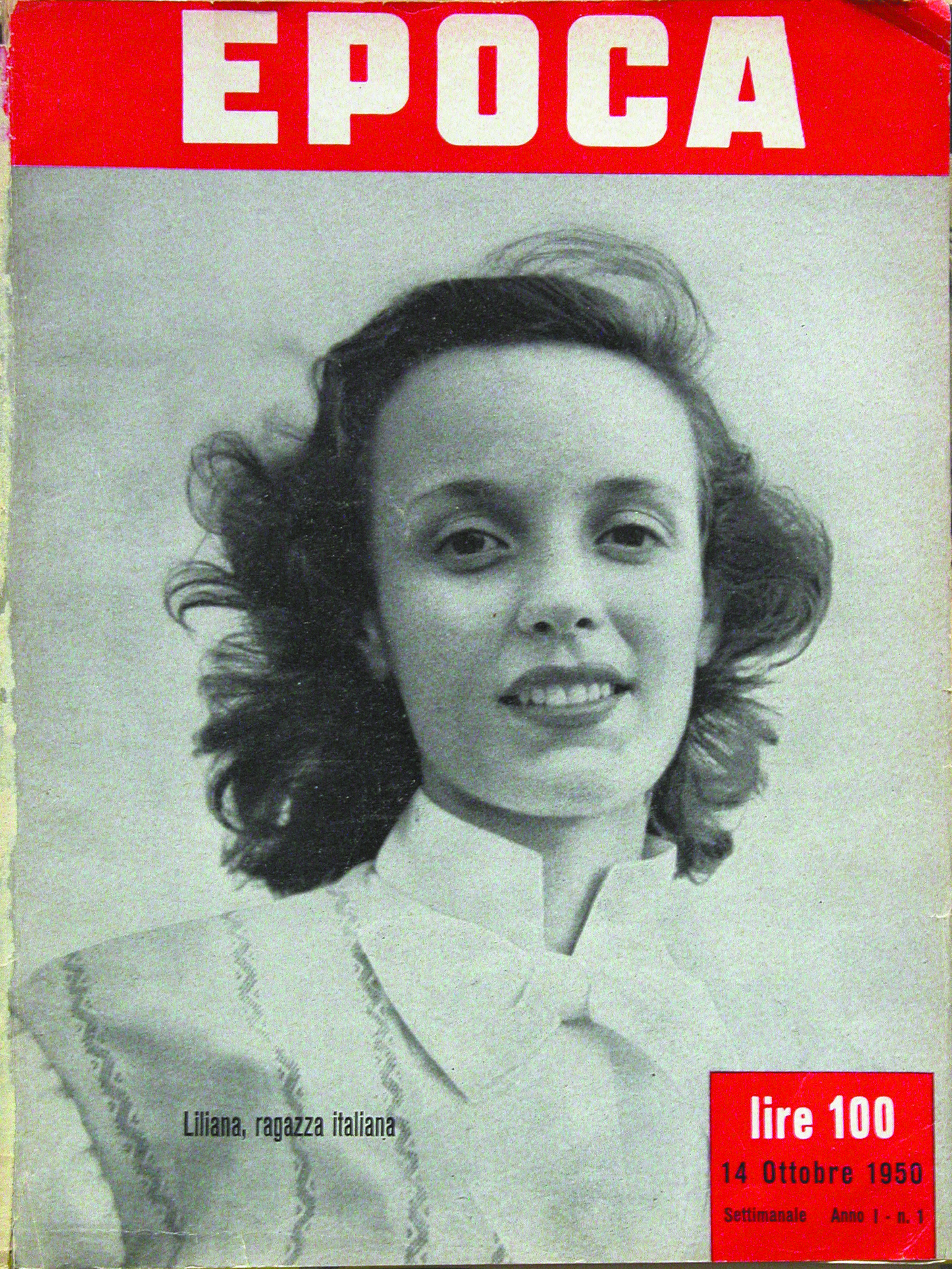
La première couverture de Epoca en octobre 1950; Une mademoiselle italienne

Epoca est un hebdomadaire publié par Arnoldo Mondadori Editore, qui a paru de 1950 à 1997.

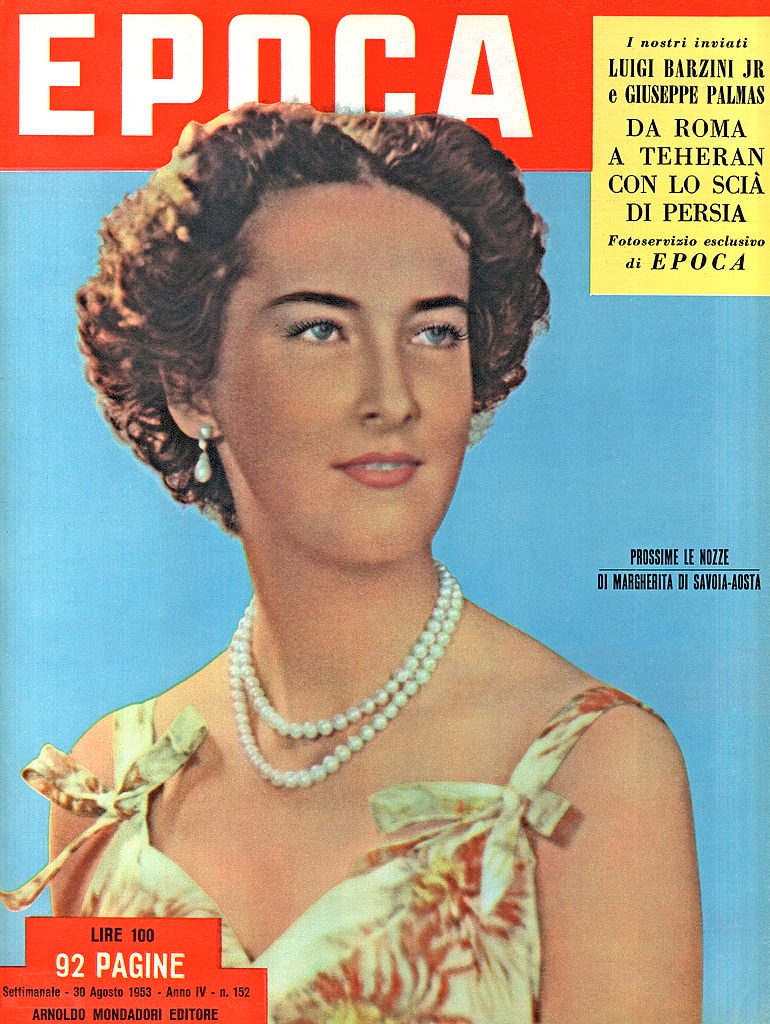
Margherita de Savoie-Aoste sur la couverture de Epoca en 1953

Il s'agissait du premier grand hebdomadaire en héliogravure, conçu sur le modèle d'autres périodiques américains illustrés ; à ce magazine ont collaboré, entre autres, pendant de nombreuses années, Enrico Martino et les photographes Mario De Biasi et Gianni Berengo Gardin, ainsi que l'alpiniste Walter Bonatti qui explora durant de très nombreuses années des terres lointaines et découvrit des horizons inconnus pour l'époque.
Epoca a été dirigé, entre autres, par Nantas Salvalaggio, Claudio Rinaldi, Enzo Biagi, Vittorio Buttafava et Carlo Rognoni.
Le 25 janvier 1997 il a suspendu sa publication.

## Référence de traduction
- (it) Cet article est partiellement ou en totalité issu de l’article de Wikipédia en italien intitulé « Epoca (rivista) » (voir la liste des auteurs).